# Gottlieb Wilhelm Rabener

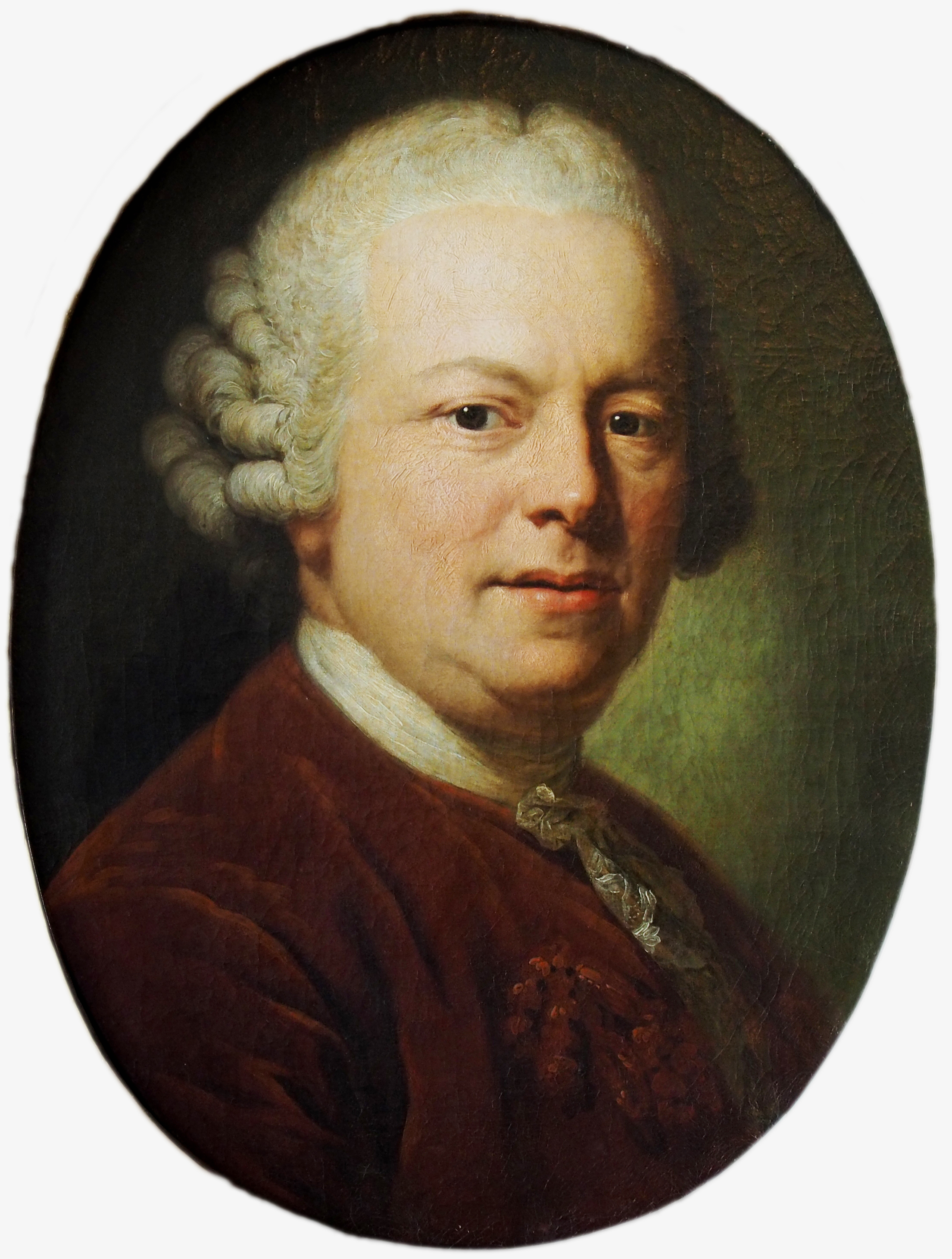
Gottlieb Wilhelm Rabener.

Gottlieb Wilhelm Rabener, född den 17 september 1714 i Wachau, död den 22 mars 1771 i Dresden, var en tysk författare och satiriker.
Rabener kom från en ansedd familj och studerade först vid Fürstenschule Sankt Afra i Meissen och därefter rättsvetenskap och filosofi i Leipzig. Efter avslutade studier arbetade han bland annat som skatteindrivare och från 1741 som revisor.
Rabener är bland annat känd för omtolkningen av bibeltexten om den vise härskaren, med anspelning på en chefs egenskaper och dennes ledarskap: "I Herrens hand ligger makten över jorden, och i rätt tid sänder Han den härskare som behövs. I Herrens hand ligger människans framgång, och Han sprider sin glans över de styrande". I Rabeners tolkning blev det "Wem Gott ein Amt gibt, dem gibt er auch Verstand", ungefär "Den Gud giver ett ämbete ger han också förstånd att sköta det".